# Schizognathus rugulosus
Schizognathus rugulosus är en skalbaggsart som beskrevs av Phillip B. Carne 1958. Schizognathus rugulosus ingår i släktet Schizognathus och familjen Rutelidae. Inga underarter finns listade i Catalogue of Life.